# 甌雒

甌雒
Âu Lạc

甌雒（おうらく、ベトナム語：Âu Lạc / 甌雒）は、ベトナム史上の国家。

## 名称
漢字表記は、甌雒の他に「甌貉」、「甌駱」などが、日本語カナ表記は「オーラック」、「アウラク」、「アウラック」、「オゥラク」などがある。

## 概要
もとは古蜀の王子で、古蜀最後の王であった蘆子覇王の子とされる蜀泮が、中国四川からベトナム北部に到達し、山岳地の甌越地域（現在のベトナム最北部および中国南部の一部）とこれより南部の雒越（現在のベトナム北部にある紅河デルタ）を統合して建国した。蜀泮は甌雒の唯一の君主であり、安陽王の名で統治した。

## 成立から滅亡まで

### 成立期
文郎国末期、18代目雄王は酒食にふけって軍備を疎かにし、秦の侵攻を防ぐことができなかった。4年間の戦争の後、文郎国は秦軍を北部に受け入れたが、その地域で文郎人と共存していた西甌は秦に抵抗し、また駱越も支配を受け入れずに森林に逃れた。彼らは優れた人物の蜀泮を指導者とし、6年間の抗戦の末に秦軍校尉の屠睢を破り、秦軍を撤退させた。西甌と駱越の指導者となった蜀泮は雄王に譲位を迫り、紀元前257年に西甌と駱越を統合して甌駱を建国した。同じ時期に文郎国の北隣にあった南崗国も併合している。
以降、蜀泮は安陽王の名で統治を行い、都は封渓（フォンケー、現代のハノイ中心部から16km北）に置かれた。現在の地名でいえばハノイ北部のドンアイン県コーロア社であり、デルタに形成されたこの地域は、当時国内では最も人口の多い地域だった。また隣接するホアン川は小規模な河川であるもののソンコイ川とその支流のカウ川を繋ぐ海上交通の重要地点でもあった。甌雒の行政機構は雒侯を中心にいくつかに分かれ、それぞれ蒲正（ボーチン）と呼ばれる知事が配置されていた。しかし甌雒成立の経緯から安陽王の権限が強く、特に統治初期に銅製農耕具の製造と改良が進んで農業生産性が増大し、建築と冶金も発達したことからこの時代以降は鉄製品も多く発掘されている。

### 古螺城
秦を退けたことで建国した甌雒だが、秦の再侵攻は時間の問題とされていた。そのため安陽王は封渓に古螺城として知られる城塞を建築する。3重の土塁と水堀から成り、外郭の周長は8km、中郭の周長は6.6kmある。内郭は、全周1.6km、高さ5〜10mに及ぶ。ホアン川とカー沼を組み込んで築かれ、その形が巻貝に似ていたことから螺（タニシ）城と呼ばれ、そのまま地域の語源となった。また城内には銅製の武具と兵士が蓄えられ、弩も多く集められていた。河川に面したカー沼も水軍の訓練場所として利用され、軍船が常時駐留した。
これらの備えに対し、秦はむしろ衰退の兆しを見せていたが、そのために独立性を高めた諸侯が割拠する時代を招く。将軍の趙佗は広東・広西ら三郡を秦から任せられていたが、紀元前207年に秦が滅亡すると独立して番禺を都とする南越国を建国した。甌雒は南越からの侵攻を受けるが、備えが十分であったため撃退し、趙佗は講和を結んで撤退した。しかし南越は侵略を諦めてはおらず、趙佗の計略により安陽王と諸将の仲は次第に疎遠となり、また婚姻外交により甌雒との緊張関係を緩和していった。

### 滅亡
紀元前179年、甌雒で内乱が生じる。カオ・ロー、ノイ・ハウら甌雒の諸将はそのために安陽王の元を去り、南越軍は再度甌雒へと侵攻した。安陽王の軍はことごとく敗れ、また南越に対する警戒が緩んでいたことからたちまちのうちに制圧され、同年に南越に併合された。

### 金の亀
甌雒の興亡にまつわる伝説として、以下のような「金の亀」に関わる伝説が存在する。